# Église Saint-Martin de Savigny-sur-Ardres
L'église de Savigny-sur-Ardres est un monument historique classé en 1921 se trouvant au centre du village de Savigny-sur-Ardres, en France.

## Historique
L'église Saint-Martin fait partie des monuments classés monument historique par arrêté de 1921.

## Description
Elle possède des fonts baptismaux du XVe siècle, un intéressant portail en gothique flamboyant et des panneaux de bois sculptés. Le portail occidental et les deux premières travées de style roman.
Des vitraux du XVIe siècle représentent la vie de Martin de Tour.

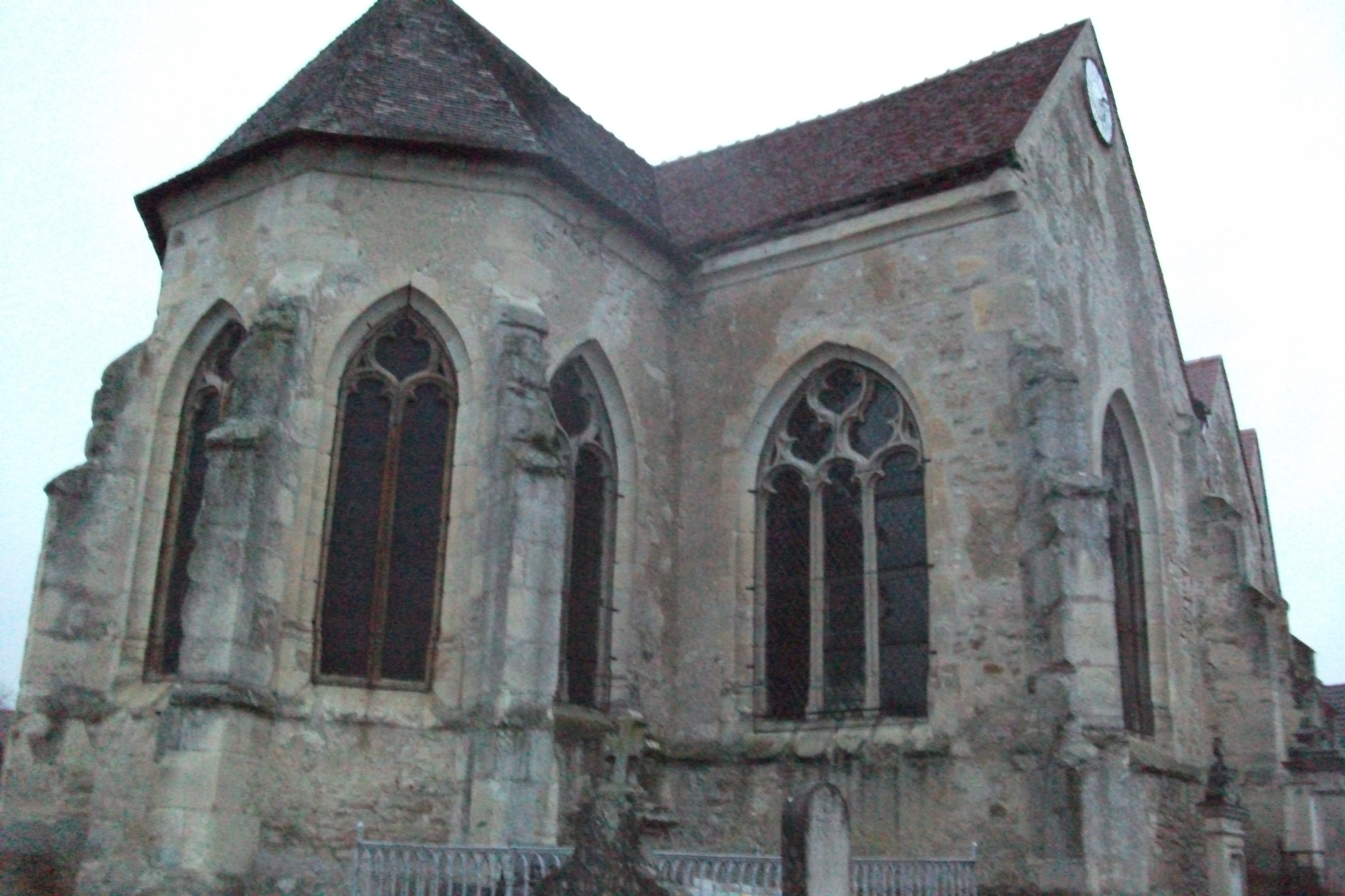
L'abside détail.
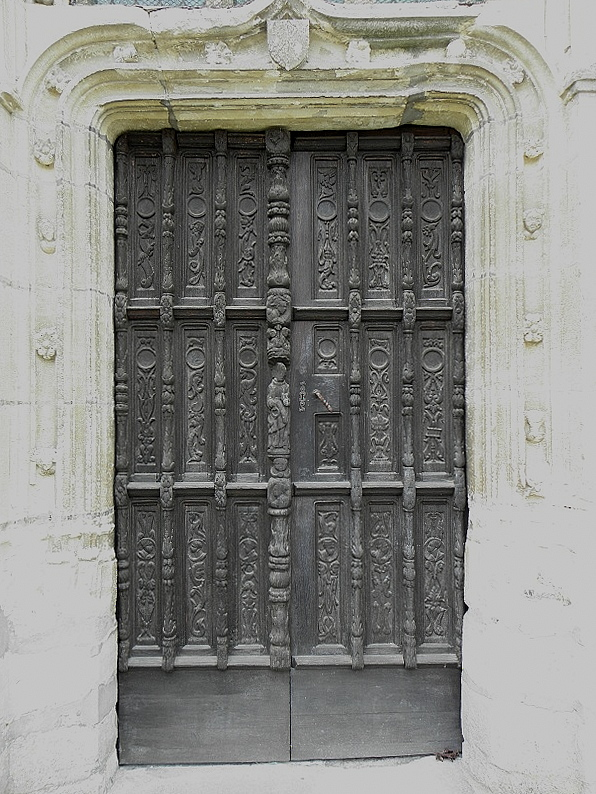
La porte
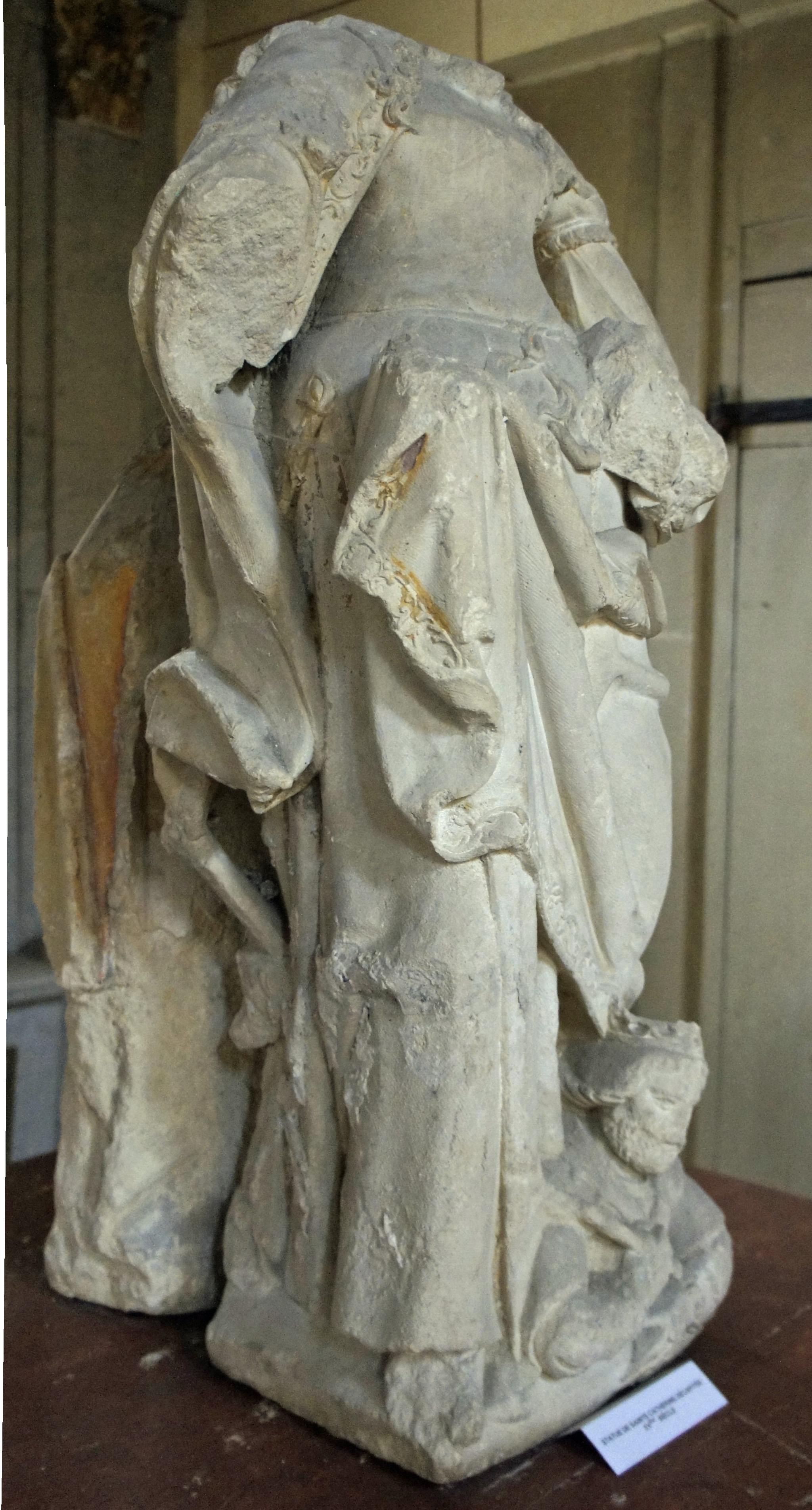
Statue du XVIe siècle.